# Suchá hmotnost vozidla
Suchá hmotnost vozidla (anglicky dry weight) je hmotnost vozidla se standardní výbavou, bez provozních náplní (např. motorový olej, chladicí médium, palivo) a bez cestujících (včetně řidiče) a nákladu. Někteří výrobci motocyklů udávají suchou hmotnost i bez akumulátoru.
Tento údaj je odlišný od:
- Pohotovostní hmotnost vozidla, kam patří i provozní náplně.
- Provozní hmotnost vozidla používané státními regulačními úřady nebo jinými organizacemi. Například v Evropské unii se počítá jako pohotovostní hmotnost plus 75 kg jako hmotnost řidiče, v souladu s Evropskou směrnicí 95/48/EC. Organizace také mohou definovat pohotovostní hmotnost s pevným množstvím paliva nebo jinými proměnnými hodnotami pro porovnání s jinými vozidly.
- Užitková hmotnost vozidla nebo také užitná hmotnost vozidla je hmotnost nákladu, osob a pomocného nebo pracovního zařízení přechodně i nepevně připojeného.
- Celková hmotnost vozidla součet pohotovostní a užitkové hmotnosti.